# Санта-Марія-д'Уло
Са́нта-Марі́я-д'Уло́ (кат. Santa Maria d'Oló) - муніципалітет, розташований в Автономній області Каталонія, в Іспанії. Код муніципалітету за номенклатурою Інституту статистики Каталонії - 82589. Знаходиться у районі (кумарці) Бажас (коди району - 07 та BG) провінції Барселона, згідно з новою адміністративною реформою перебуватиме у складі Баґарії (округи) Центральна Каталонія. 

## Населення
Населення міста (у 2007 р.) становить 1.087 осіб (з них менше 14 років - 12,2%, від 15 до 64 - 67,2%, понад 65 років - 20,6%). У 2006 р. народжуваність склала 14 осіб, смертність - 14 осіб, зареєстровано 2 шлюби. У 2001 р. активне населення становило 498 осіб, з них безробітних - 29 осіб.

Серед осіб, які проживали на території міста у 2001 р., 918 народилися в Каталонії (з них 750 осіб у тому самому районі, або кумарці), 70 осіб приїхало з інших областей Іспанії, а 2 особи приїхали з-за кордону. 

Університетську освіту має 9% усього населення. 

У 2001 р. нараховувалося 329 домогосподарств (з них 19,5% складалися з однієї особи, 21,3% з двох осіб,23,1% з 3 осіб, 21,3% з 4 осіб, 6,7% з 5 осіб, 6,4% з 6 осіб, 1,8% з 7 осіб, 0% з 8 осіб і 0% з 9 і більше осіб).

Активне населення міста у 2001 р. працювало у таких сферах діяльності : у сільському господарстві - 5,3%, у промисловості - 50,3%, на будівництві - 11,3% і у сфері обслуговування - 33%. 

 У муніципалітеті або у власному районі (кумарці) працює 317 осіб, поза районом - 204 особи.

### Безробіття
У 2007 р. нараховувалося 35 безробітних (у 2006 р. - 37 безробітних), з них чоловіки становили 25,7%, а жінки - 74,3%.

## Економіка

### Підприємства міста

#### Промислові підприємства
| \| Промислові підприємства міста, за сферою діяльності \| Промислові підприємства міста, за сферою діяльності \| Промислові підприємства міста, за сферою діяльності \| \| Рік \| 2002 р. \| 2001 р. \| \| --------------------------------------------------- \| --------------------------------------------------- \| --------------------------------------------------- \| \| Енергетичні та водні ресурси \| 7,1% \| 6,7% \| \| Хімія та метали \| 0% \| 0% \| \| Переробка металів \| 7,1% \| 6,7% \| \| Продукти харчування \| 14,3% \| 13,3% \| \| Текстиль \| 50% \| 53,3% \| \| Виробництво меблів, видання \| 14,3% \| 13,3% \| \| Інше \| 7,1% \| 6,7% \| \| Усього підприємств \| 14 \| 15 \| |         |         |
| Промислові підприємства міста, за сферою діяльності |         |         |
| Рік | 2002 р. | 2001 р. |
| Енергетичні та водні ресурси | 7,1%    | 6,7%    |
| Хімія та метали | 0%      | 0%      |
| Переробка металів | 7,1%    | 6,7%    |
| Продукти харчування | 14,3%   | 13,3%   |
| Текстиль | 50%     | 53,3%   |
| Виробництво меблів, видання | 14,3%   | 13,3%   |
| Інше | 7,1%    | 6,7%    |
| Усього підприємств | 14      | 15      |

#### Роздрібна торгівля
| \| Підприємства роздрібної торгівлі міста, за сферою діяльності \| Підприємства роздрібної торгівлі міста, за сферою діяльності \| Підприємства роздрібної торгівлі міста, за сферою діяльності \| \| Рік \| 2002 р. \| 2001 р. \| \| ------------------------------------------------------------ \| ------------------------------------------------------------ \| ------------------------------------------------------------ \| \| Продукти харчування \| 60% \| 60% \| \| Одяг та взуття \| 0% \| 0% \| \| Товари для дому \| 10% \| 10% \| \| Книги та періодичні видання \| 0% \| 0% \| \| Промислова хімічна продукція \| 10% \| 10% \| \| Продукція, пов'язана з транспортними засобами \| 0% \| 0% \| \| Інше \| 20% \| 20% \| \| Усього підприємств \| 10 \| 10 \| |         |         |
| Підприємства роздрібної торгівлі міста, за сферою діяльності |         |         |
| Рік | 2002 р. | 2001 р. |
| Продукти харчування | 60%     | 60%     |
| Одяг та взуття | 0%      | 0%      |
| Товари для дому | 10%     | 10%     |
| Книги та періодичні видання | 0%      | 0%      |
| Промислова хімічна продукція | 10%     | 10%     |
| Продукція, пов'язана з транспортними засобами | 0%      | 0%      |
| Інше | 20%     | 20%     |
| Усього підприємств | 10      | 10      |

#### Сфера послуг
| \| Підприємства міста, що працюють у сфері послуг, за діяльністю \| Підприємства міста, що працюють у сфері послуг, за діяльністю \| Підприємства міста, що працюють у сфері послуг, за діяльністю \| \| Рік \| 2002 р. \| 2001 р. \| \| ------------------------------------------------------------- \| ------------------------------------------------------------- \| ------------------------------------------------------------- \| \| Гуртова торгівля \| 4,8% \| 4,5% \| \| Готелі та готельний бізнес \| 19% \| 18,2% \| \| Транспорт та зв'язок \| 9,5% \| 4,5% \| \| Посередницькі фінансові послуги \| 14,3% \| 13,6% \| \| Послуги підприємствам \| 0% \| 0% \| \| Послуги фізичним особам \| 47,6% \| 54,5% \| \| Нерухомість та ін. \| 4,8% \| 4,5% \| \| Усього підприємств \| 21 \| 22 \| |         |         |
| Підприємства міста, що працюють у сфері послуг, за діяльністю |         |         |
| Рік | 2002 р. | 2001 р. |
| Гуртова торгівля | 4,8%    | 4,5%    |
| Готелі та готельний бізнес | 19%     | 18,2%   |
| Транспорт та зв'язок | 9,5%    | 4,5%    |
| Посередницькі фінансові послуги | 14,3%   | 13,6%   |
| Послуги підприємствам | 0%      | 0%      |
| Послуги фізичним особам | 47,6%   | 54,5%   |
| Нерухомість та ін. | 4,8%    | 4,5%    |
| Усього підприємств | 21      | 22      |

## Житловий фонд
У 2001 р. 2,4% усіх родин (домогосподарств) мали житло метражем до 59 м2, 23,4% - від 60 до 89 м2, 45,9% - від 90 до 119 м2 і
28,3% - понад 120 м2.

З усіх будівель у 2001 р. 27,3% було одноповерховими, 62,4% - двоповерховими, 8,4
% - триповерховими, 1,7% - чотириповерховими, 0,2% - п'ятиповерховими, 0% - шестиповерховими,
0% - семиповерховими, 0% - з вісьмома та більше поверхами.

## Автопарк
| \| Автомобілі, зареєстровані у місті, за призначенням \| Автомобілі, зареєстровані у місті, за призначенням \| Автомобілі, зареєстровані у місті, за призначенням \| \| Рік \| 2006 р. \| 2005 р. \| \| -------------------------------------------------- \| -------------------------------------------------- \| -------------------------------------------------- \| \| Приватні автомобілі \| 65,9% \| 67,2% \| \| Мотоцикли \| 9,4% \| 9,3% \| \| Вантажівки \| 22,3% \| 21,3% \| \| Трактори \| 0% \| 0% \| \| Автобуси та ін. \| 2,4% \| 2,2% \| \| Усього автомобілів \| 833 шт. \| 804 шт. \| |         |         |
| Автомобілі, зареєстровані у місті, за призначенням |         |         |
| Рік | 2006 р. | 2005 р. |
| Приватні автомобілі | 65,9%   | 67,2%   |
| Мотоцикли | 9,4%    | 9,3%    |
| Вантажівки | 22,3%   | 21,3%   |
| Трактори | 0%      | 0%      |
| Автобуси та ін. | 2,4%    | 2,2%    |
| Усього автомобілів | 833 шт. | 804 шт. |

## Вживання каталанської мови
У 2001 р. каталанську мову у місті розуміли 99,9% усього населення (у 1996 р. - 99,8%), вміли говорити нею 95,7% (у 1996 р. - 
95,3%), вміли читати 94,3% (у 1996 р. - 94,8%), вміли писати 69,2
% (у 1996 р. - 59,9%). Не розуміли каталанської мови 0,1%.

## Політичні уподобання
У виборах до Парламенту Каталонії у 2006 р. взяло участь 611 осіб (у 2003 р. - 729 осіб). Голоси за політичні сили розподілилися таким чином:
| \| Вибори до Парламенту Каталонії \| Вибори до Парламенту Каталонії \| Вибори до Парламенту Каталонії \| \| Рік \| 2006 р. \| 2003 р. \| \| -------------------------------------- \| ------------------------------ \| ------------------------------ \| \| Конвергенція та Єднання (CiU) \| 47,5% \| 55,4% \| \| Соціалістична партія Каталонії (PSC) \| 7% \| 6,6% \| \| Народна партія (PP) \| 1,1% \| 0,8% \| \| Ініціатива за зелену Каталонію (IC) \| 5,1% \| 3,3% \| \| Республіканська лівиця Каталонії (ERC) \| 37,8% \| 33,6% \| \| Громадянська партія (C's) \| 0,3% \| 0% \| \| Інші \| 1,1% \| 0,3% \| |         |         |
| Вибори до Парламенту Каталонії |         |         |
| Рік | 2006 р. | 2003 р. |
| Конвергенція та Єднання (CiU) | 47,5%   | 55,4%   |
| Соціалістична партія Каталонії (PSC) | 7%      | 6,6%    |
| Народна партія (PP) | 1,1%    | 0,8%    |
| Ініціатива за зелену Каталонію (IC) | 5,1%    | 3,3%    |
| Республіканська лівиця Каталонії (ERC) | 37,8%   | 33,6%   |
| Громадянська партія (C's) | 0,3%    | 0%      |
| Інші | 1,1%    | 0,3%    |

У муніципальних виборах у 2007 р. взяло участь 747 осіб (у 2003 р. - 735 осіб). Голоси за політичні сили розподілилися таким чином:
| \| Муніципальні вибори \| Муніципальні вибори \| Муніципальні вибори \| \| Рік \| 2007 р. \| 2003 р. \| \| -------------------------------------- \| ------------------- \| ------------------- \| \| Конвергенція та Єднання (CiU) \| 28,9% \| 55,1% \| \| Соціалістична партія Каталонії (PSC) \| 0% \| 0% \| \| Народна партія (PP) \| 0% \| 0% \| \| Ініціатива за зелену Каталонію (IC) \| 0% \| 0% \| \| Республіканська лівиця Каталонії (ERC) \| 71,1% \| 44,9% \| \| Громадянська партія (C's) \| 0% \| 0% \| \| Інші \| 0% \| 0% \| |         |         |
| Муніципальні вибори |         |         |
| Рік | 2007 р. | 2003 р. |
| Конвергенція та Єднання (CiU) | 28,9%   | 55,1%   |
| Соціалістична партія Каталонії (PSC) | 0%      | 0%      |
| Народна партія (PP) | 0%      | 0%      |
| Ініціатива за зелену Каталонію (IC) | 0%      | 0%      |
| Республіканська лівиця Каталонії (ERC) | 71,1%   | 44,9%   |
| Громадянська партія (C's) | 0%      | 0%      |
| Інші | 0%      | 0%      |